# ملكة جمال العالم 1951
ملكة جمال العالم 1951 أول مسابقة ملكة جمال العالم عقدت في 29 يوليو 1951 في مسرح لايسيوم في لندن ، المملكة المتحدة. كان الغرض من المسابقة في الأصل أن يكون حدثًا لمرة واحدة يرتبط بمهرجان بريطانيا، شاركت ما مجموعه 26 متسابقة في مسابقة ملكة جمال العالم الأولى. بينما يتم أرشفة أسماء 16 متسابقة، لا توجد معلومات عن المتسابقات العشرة الأخريات اللاتي مثلن المملكة المتحدة. في نهاية المسابقة فازت كيكي هاكانسون من السويد، كانت ترتدي البيكيني عند تتويجها ، والفائزة الوحيدة التي فعلت ذلك.

## النتائج

### المراكز النهائية
| النتائج النهائية      | المتنافسة                             |
| --------------------- | ------------------------------------- |
| ملكة جمال العالم 1951 | - السويد - كيكي هاكانسون              |
| الوصيفة الأولى        | - المملكة المتحدة - لورا إليسون ديفيز |
| الوصيفة الثانية       | - المملكة المتحدة - دورين دون         |
| الوصيفة الثالثة       | - هولندا - سابين أيم دي أنجيلو        |
| الوصيفة الرابعة       | - المملكة المتحدة - إيلين ب. تشيس     |

## المتسابقات
شهدت هذه المسابقة مشاركة ما مجموعه 26 متسابقة (6 أجنبي و 20 بريطانيًا) في مسابقة ملكة جمال العالم الافتتاحية ؛ بينما يتم أرشفة أسماء 16 متسابقة، لا توجد معلومات عن المتسابقات العشرة الأخريات اللاتي مثلن المملكة المتحدة.
| البلد            | المتسابقات          |
| ---------------- | ------------------- |
| المملكة المتحدة  | بات كاميرون         |
| المملكة المتحدة  | إيلين ب. تشيس       |
| المملكة المتحدة  | فاي كوتن            |
| المملكة المتحدة  | لورا إليسون ديفيز   |
| المملكة المتحدة  | دورين دوين          |
| المملكة المتحدة  | مارلين آن دي        |
| المملكة المتحدة  | بريندا مي           |
| المملكة المتحدة  | إيلين برايس         |
| المملكة المتحدة  | سيدني ووكر          |
| المملكة المتحدة  | نينا واي            |
| المملكة المتحدة  | آن روزماري ويست     |
| الدنمارك         | ليلي جاكوبسون       |
| فرنسا            | جاكلين ليموين       |
| هولندا           | سابين أيم دي أنجيلو |
| السويد           | كيكي هاكانسون       |
| الولايات المتحدة | أنيت جيبسون         |

## متنافسات في مسابقات آخرى
المتسابقون الذين سبق لهم التنافس أو سيتنافسون في مسابقة جمال دولية:
ملكة جمال أوروبا
- 1949:  المملكة المتحدة: إيلين برايس

## الروابط الخارجية
- موقع ملكة جمال العالم الرسمي